# Chestermere (Alberta)
Chestermere ist eine politisch selbständige Gemeinde im zentralen Süden von Alberta, Kanada, die seit 2015 den Status einer Stadt (englisch City) hat. Die östlich von Calgary in der Calgary Region gelegene Gemeinde liegt am Ufer des Chestermere Lake, einem Stausee, der als Wasserreservoir für die Umgebung dient, auf 1.030 m Höhe und befindet sich im Verwaltungsbezirk („Municipal District“) Rocky View County. Die Gemeinde wird zum einen durch den Trans-Canada Highway, hier auch Alberta Highway 1, sowie den Alberta Highway 1A durchquert.

## Geschichte
Nach der Anlegung des Chestermere Lake zur Bewässerung kamen immer mehr Einwohner in die Stadt, nicht zuletzt wegen der ruhigen Lage und der Nähe zu Calgary (18 km). Die Ansiedlung der verschiedenen Sommerhäuser erhielt am 1. April 1977 offiziell den Status einer Summer village of Chestermere Lake. Am 1. März 1993 folgte schließlich die Eintragung der Gemeinde mit damals 1043 Einwohnern als Town of Chestermere. Nachdem einige umliegende Gemeinden in Calgary eingemeindet wurden, war die Eingemeindung Chestermeres selber eine Zeit lang fraglich. Durch die dann jedoch folgenden Veränderung der Gemeindegrenzen sowie Eingemeindungen hat Chestermere heute eine Fläche von 32,94 km² sowie seit dem 1. Januar 2015 einen neuen Status und ist nun die City of Chestermere.

## Demografie
Der Zensus im Jahr 2016 ergab für die Gemeinde eine Bevölkerungszahl von 19.887 Einwohnern, nachdem der Zensus im Jahr 2011 für die Gemeinde noch eine Bevölkerungszahl von 14.824 Einwohnern ergab. Die Bevölkerung hat damit im Vergleich zum letzten Zensus im Jahr 2011 um 34,2 % zugenommen und liegt weit über dem Provinzdurchschnitt mit einer Bevölkerungszunahme von 11,6 %. Im Zensuszeitraum 2006 bis 2011 hatte die Einwohnerzahl in der Gemeinde, ebenfalls weit überdurchschnittlich, um 49,4 % zugenommen, während sie im Provinzdurchschnitt um 10,8 % zunahm. Allerdings sind hier die Einflüsse der Eingemeindungen zu beachten. 2006 hatte die Stadt eine Bevölkerung von 9.564, die sich auf 3.165 Haushalte verteilte und damals noch eine Fläche von 8,91 km². Daraus ergab sich eine Bevölkerungsdichte von 1.073 Einwohnern pro Quadratkilometer.
Für den Zensus 2016 wurde für die Gemeinde ein Medianalter von 35,3 Jahren ermittelt. Das Medianalter der Provinz lag 2016 bei 36,2,0 Jahren. Das Durchschnittsalter der Gemeinde lag bei 34,4 Jahren, bzw. bei 37,8 Jahren in der Provinz. Zum Zensus 2011 wurde für die Gemeinde noch ein Medianalter von 34,9 Jahren ermittelt. Das Medianalter der Provinz lag 2011 bei 36,5 Jahren.

## Bildung
Die Stadt gehört zur Rocky View School Division No. 41 und verfügt über fünf öffentliche Schulen, von denen die primäre Schullaufbahn abgedeckt wird. Des Weiteren gibt es in Chestermere eine private katholische Schule. Der weiterführende Bildungsweg wird in der nahegelegenen Großstadt Calgary abgewickelt.

## Profil
Chestermere ist als Freizeitort wegen seiner vielen Sport- und Outdooraktivitäten als Urlaubsziel beliebt. Es gibt unter anderem Fahrradwege und einen Golfplatz.